# Baddeleyiet
Het mineraal baddeleyiet is een zeldzaam zirkonium-oxide met de verhoudingsformule ZrO2. Het is naar Joseph Baddeley genoemd, die het mineraal tijdens zijn werk aan de spoorwegen in Sri Lanka in 1892 in een steen heeft ontdekt. Zirkonium wordt uit baddeleyiet geëxtraheerd. Er kunnen soms kleine sporen van 0,1% en meer van calcium, ijzer, hafnium, silicium en titanium in het mineraal voorkomen. Het smeltpunt is 2700 °C.

## Lijsten
- Lijst van mineralen
- Lijst van naar een persoon genoemde mineralen

## Websites
- mindat.org. Baddeleyite